# Inmaculada Benito
Inmaculada Benito   (Salamanca, 1967) és la directora del departament de turisme, cultura i esport de la CEOE.
Graduada en turisme per la Universitat de les Illes Balears, ha completat la seva formació a Esade, ICADE i l'IESE. Va iniciar la seva trajectòria professional en el món hoteler, des del 2002 com a secretària general de les Associacions de Platja de Palma, Palma i Agrupació de Cadenes Hoteleres. Els anys 2007 i 2008 va fer el pas a l'administració pública, com a gerent del consorci urbanístic de la platja de Palma. El 2010 es va incorporar a la Federació Hotelera de Mallorca, on del 2015 al 2017 va ser presidenta executiva. Des del 2017 va estar al Grup Iberostar, primer al departament d'operacions i després com a directora de l'oficina del CEO. Des del 2021 és la directora del departament de turisme, cultura i esport de la CEOE.
El 2025 fou inclosa a la llista Forbes de les 50 dones més influents de les Balears.